# 天際線

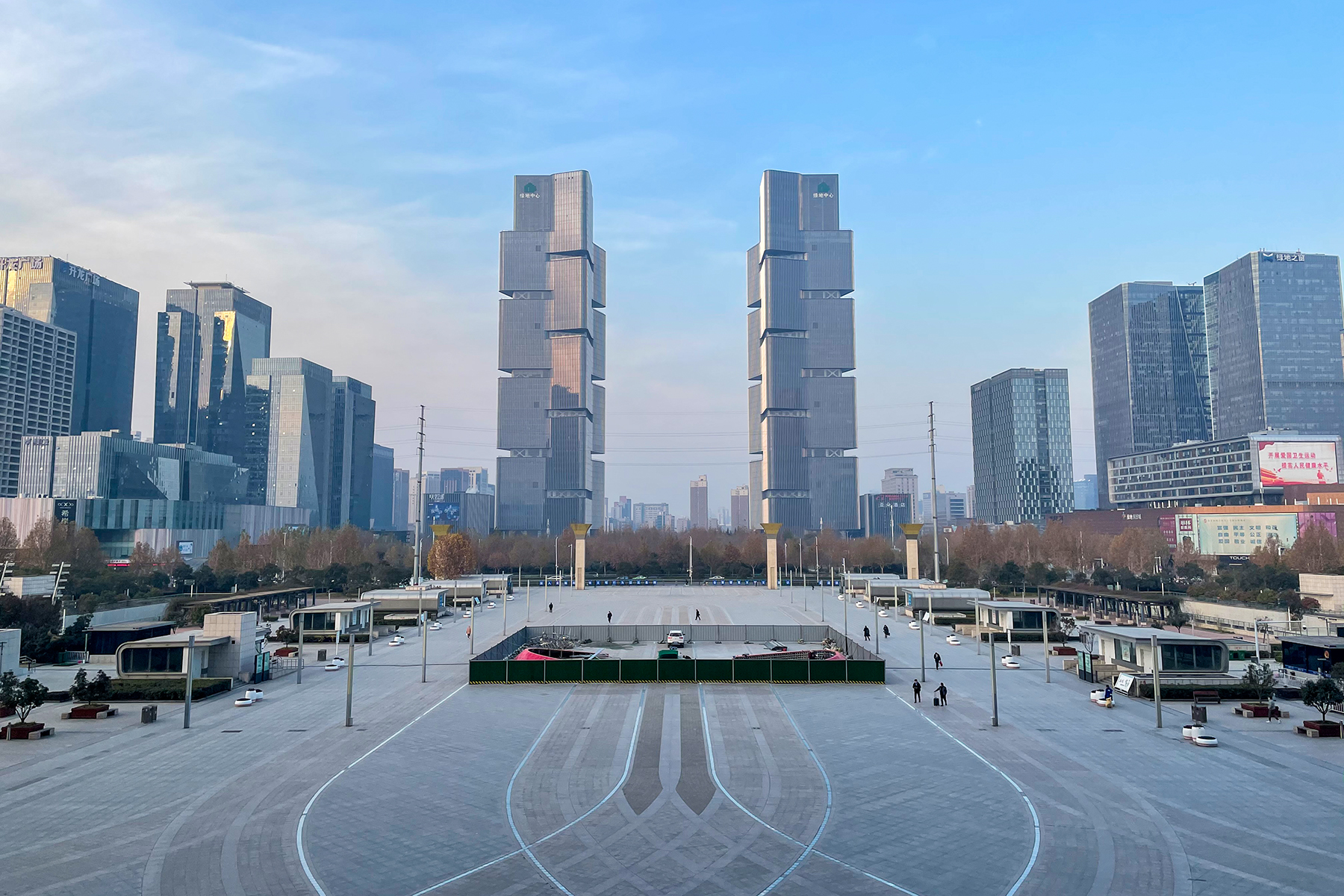
郑州天际线

曼哈頓下城天際線

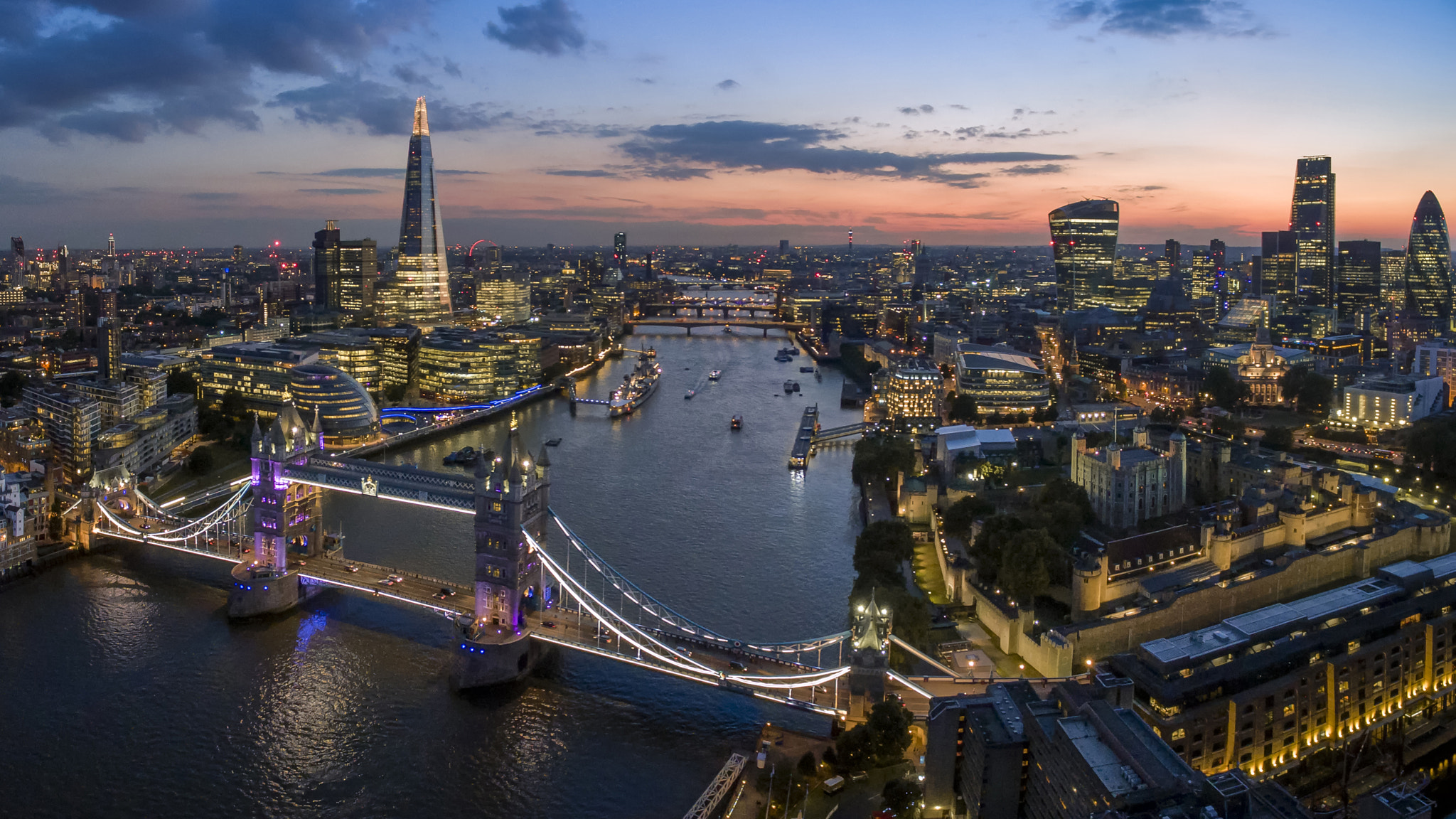
倫敦天際線

天際線（又稱城市輪廓、全景或天空線）是由城市中的高樓大廈與天空，或是自然地景所構成的整體結構，其中，由於許多摩天大廈所構成的局部景觀。天際線因而被作為城市整體結構的人為天際，扮演著每座城市予人的獨特印象。在城市中，天際線展開一個廣闊的天際景觀（多數為全景），因此大城市都被叫作「城市風光影畫片」。在許多大都市，摩天大廈在其天際線上都扮演著一個重要角色。
「天際線」這個詞語首次出現於1896年，當時是紐約日報彩色增刊的一幅彩色石版畫標題。建築師保羅·D·斯普里根（Paul D. Spreiregen）則將城市的天際線描述為「城市生活的物理特徵...一種潛在的藝術品...它們所共同的視野」。
現時有眾多評定全球出色天際線的組織或者網站，多以各城市的摩天大廈高度作為評定準則，亦有以審美學或者以建築物高度與構成的天際線寬廣度作為評定準則。而天際線計法是相等於扣除最低值的90米或295呎後，所有建築物高度的總和（以米計算，不包括塔尖）。而獨立塔則以他們一半的高度來計算。

## 特徵

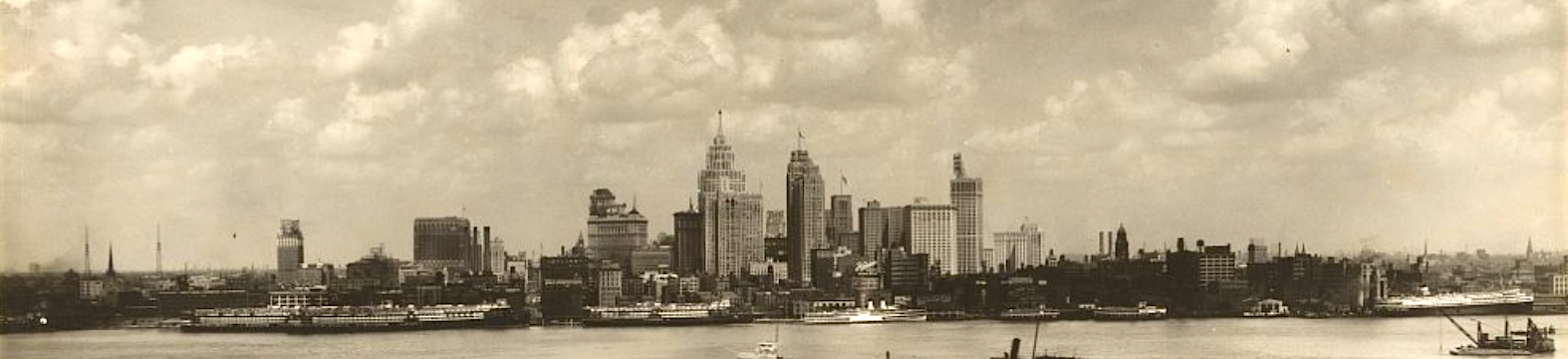
1929年的底特律天際線

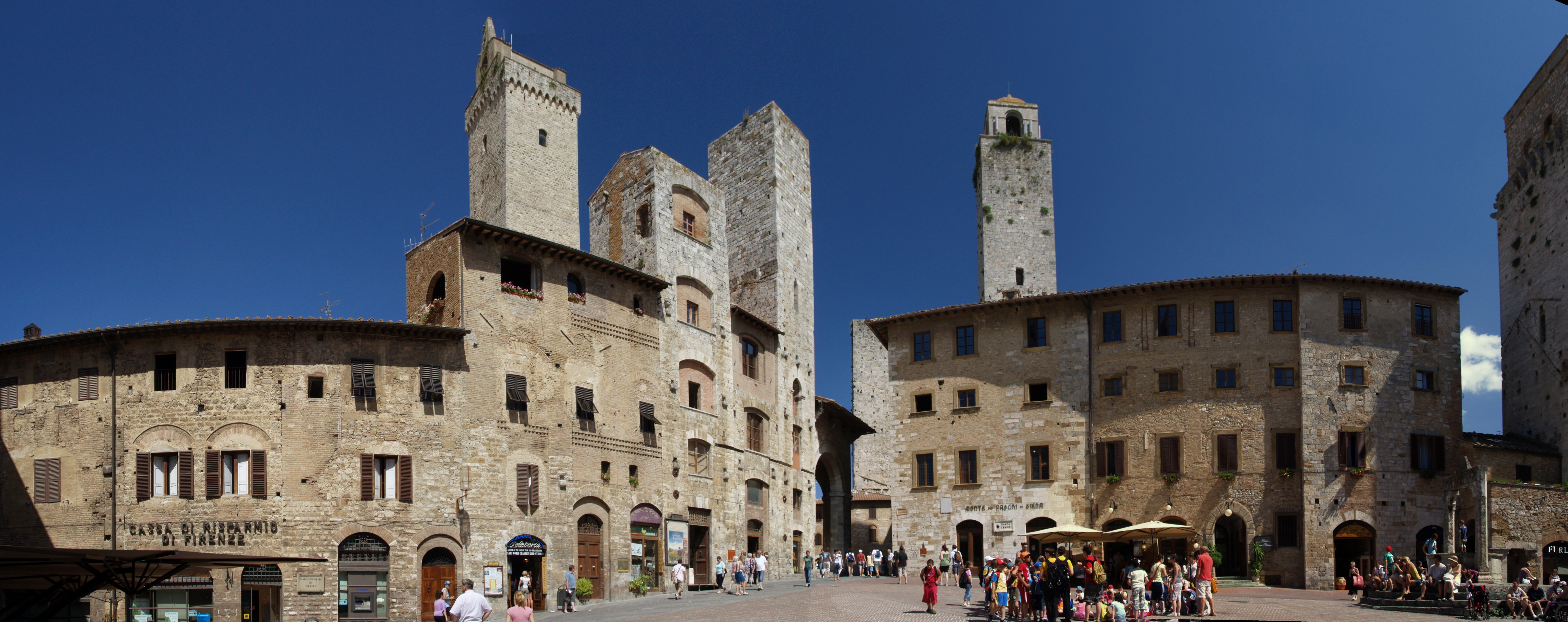
圣吉米尼亚诺

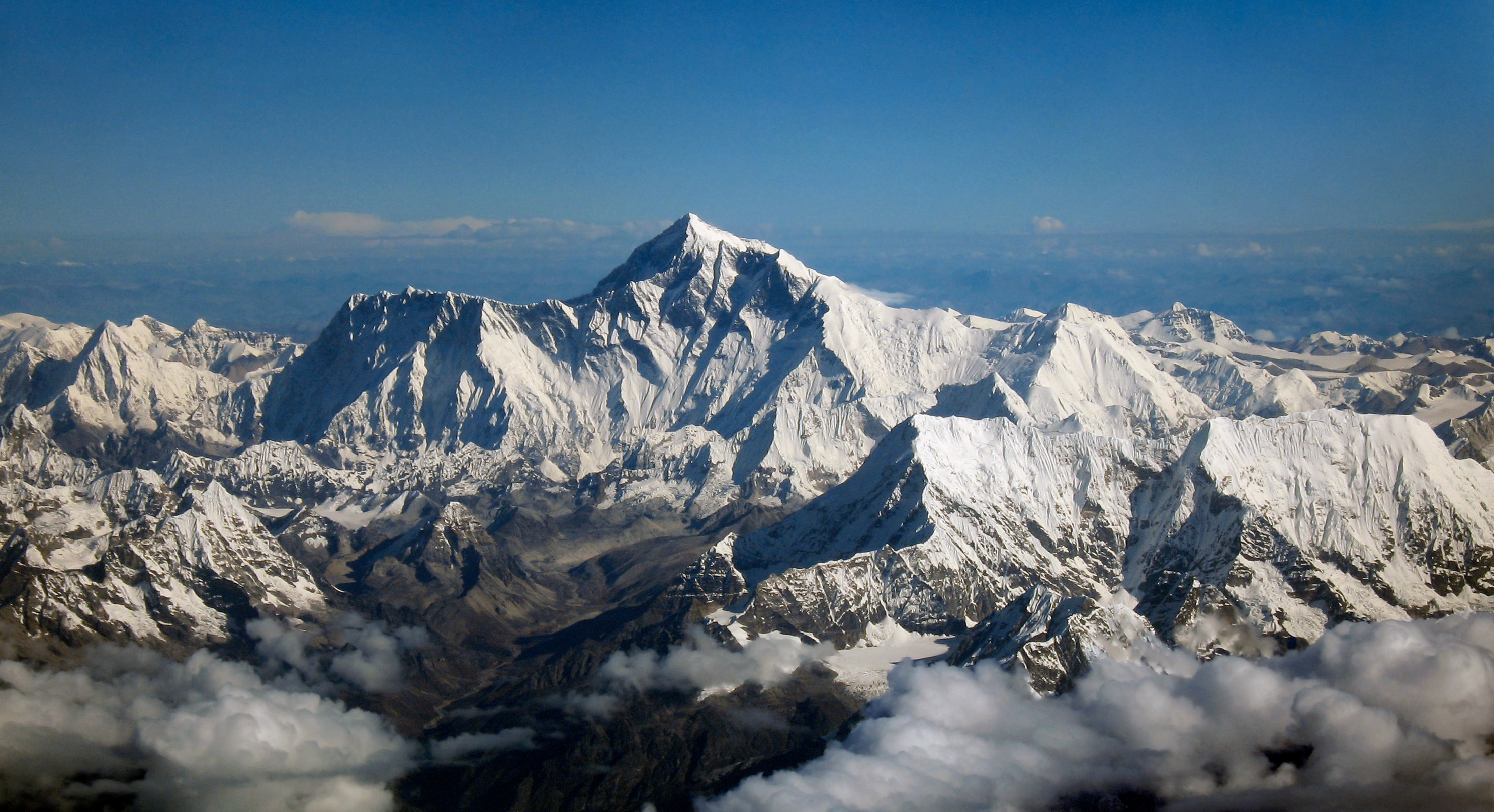
珠穆朗瑪峰

摩天大樓普遍被視為城市天際線的基本特徵。其中建築結構的輪廓和外牆（磚或玻璃）則將對天際線的整體外觀產生影響。而不同時代所興建的塔樓，也會形成較為迥異的天際線。此外，一些偏遠地區也擁有引人注目的天際線，無論是由自然還是由人口稀少的人類聚居環境所創造

### 古代
位於意大利托斯卡納的圣吉米尼亚诺憑藉其極具獨特的塔樓被描述為擁有「令人難忘的天際線」。在14世紀的權力爭奪中，擁有權力和財富的居民為了炫耀其特權，開始在該城鎮中競相建造高塔，使得聖吉米尼亞諾形成了一個可以被稱為「中世紀的曼哈頓」的天際線。
而古老的葉門古城希巴姆，有著超過2000年的歷史。為了保護城鎮和居民免受貝都因人的攻擊，希巴姆於6世紀時建造了5至9層的高層住宅。雖然現代的希巴姆只是一個人口約7,000人的地方城市，但因為這些高層住宅的存在，它該城市也稱為「最古老的高層建築群」或「沙漠中的曼哈頓」。聖目前吉米尼亞諾的歷史區和希巴姆的舊城牆都被列入了聯合國教科文組織的世界文化遺產名錄。

### 現代
芝加哥被認為是現代都市中天際線起源的誕生地。1885年，芝加哥建成了一座10層樓高的家庭保險大樓。該建築是第一座使用鋼鐵結構的建築物。並成為後來高層建築的重要里程碑。1889年，會堂大廈成為世界上最高的建築物。1973年，芝加哥的天際線加入了西爾斯大廈（現稱威利斯大廈），不過從1890年開始，紐約取代著芝加哥建設高層建築的地位。成為世界上最多摩天大樓的城市。
直到1997年雙峰塔建成，西爾斯大廈一直是世界上最高的建築物，共在20世紀之前，芝加哥和紐約是現代都市天際線發展的引領者。
隨著20世紀末亞洲國家經濟的發展，亞洲主要城市開始出現高層建築。其中上海市的浦東新區在1980年代之前是一片荒地，但在1992年開始開發後，迅速實現了高速增長，變成了現代化的商業區域，形成了現代化的天際線。
進入21世紀，以中東的石油國家為背景的國家陸續推出了大規模的都市天際線開發計劃。杜拜的哈利法塔在2010年竣工，大幅超越了以前的摩天大樓，使杜拜成為一座連續建造超高層建築的城市。
截至2013年，香港在150公尺以上的建築數量上超過了20世紀代表摩天樓天際線的紐約，而杜拜在200米以上的建築數量上超過了紐約，成為世界上最具代表性的天際線城市。

### 主觀排名
一些服務網站將根據自己的主觀標準對天際線進行排名。其中包括Emporis地產資料庫使用高度和其他數據為建築物提供點值，並將它們加在一起形成天際線。當前排名最高的三個城市分別是香港、首爾和深圳。

## 運用
天際線通常用作代表城市的風景特徵，並在包括電影、電視節目、新聞網站和其他形式媒體中的背景和定場鏡頭中呈現。

## 外部連結
- The World's Best Skylines calculated ranking list of skylines
- http://www.skyscrapernews.com（页面存档备份，存于）
- Emporis Skyline Rankings
- Tallest Cities of the World（页面存档备份，存于）
- Diserio's top 15 Skylines